# Armeniens riksvapen
Armeniens riksvapen består av en örn och ett lejon som håller upp en sköld innehållande vapnen för de fyra historiska armeniska kungadömen som vaktar berget Ararat, Armeniens nationalsymbol. Vid deras fot ligger ett antal föremål vilka symboliserar olika aspekter hos den armeniska nationen.
Örnen var en beståndsdel i de två äldre armeniska kungadömenas vapen (Artasjisian (190-12 f.Kr.) och Arsjakuni (53-423 e.Kr.)) medan lejonet förekom på vapnen hos de två senare armeniska kungadömena (Bagratuni (862-1045) och Rubinjan (1187-1375)). Deras fyra emblem omger det heliga berget Ararat med Noas ark vilande på dess topp som enligt Bibeln strandade på Ararat efter den stora syndafloden.
Vid foten av örnen och lejonet återfinns:
- Ett veteknippe som representerar den armeniska nationens arbetsamma natur.
- En fjäder som representerar nationens intellektuella och kulturella arv.
- En bruten kedja som representerar strävan efter frihet och självständighet.
- Ett svärd som bryter genom kedjan och representerar nationens styrka och kampen för frihet.
- Ett band som symboliserar Armeniens trikolor.

Detta statsvapen antogs av den första armeniska republiken som varade mellan 1918 och 1920 och återtogs när man lämnade Sovjetunionen 1991.